# Natalja Sergejewna Schljachtenko
Natalja Sergejewna Schljachtenko (russisch Наталья Сергеевна Шляхтенко, international gebräuchliche Umschrift: Natalia Shliakhtenko bzw. Natalya Shlyakhtenko; * 7. Juli 1987 in Leningrad) ist eine ehemalige russische Triathletin.

## Werdegang

### Russische Wettkämpfe
In den acht Jahren von 2003 bis 2010 nahm Schljachtenko an 17 Bewerben der International Triathlon Union (ITU) teil und erreichte dabei sechs Top-Ten-Platzierungen.
Mit knapp 16 Jahren bestritt sie 2003 bereits ihren ersten Europacup und konnte sich einen 22. Platz unter der Welt-Elite (nicht Junioren-Klasse) sichern.
Am Europa-Cup in Alanya, der gewissermaßen Nataljas Heimtriathlon werden sollte, nahmen auch Nataljas ältere Schwestern Galina (19.) und Tanja (26.) teil.
In der Russischen Föderation hatte Schljachtenko spätestens mit ihrem Sieg bei den Junioren-Meisterschaften 2004 ihren Durchbruch,
2005 verteidigte sie diesen Titel erfolgreich und gewann ebenso die Russische Universitätsmeisterschaft für die Technologie- und Design-Universität Sankt Petersburg (Санкт-Петербургский государственный университет технологии и дизайна), in der Individualwertung gewann sie Silber. 2006 gewann Natalja die Junioren-Goldmedaille in Alanya. 2008 und 2010 kam sie in der Elite-Klasse unter die ersten Zehn.
2006 nahm Schljachtenko an der ersten russischen Jugend-Spartakiade (Первая Летняя Спартакиада молодежи России) in Chanty-Mansijsk am 2. August 2006 teil und gewann Gold, wofür ihr ein mit 60.000 Rubel dotiertes selektives Stipendium des Sportministeriums zuerkannt wurde.
2008/09 und 2009/10 gewann Schljachtenko auch die Schwimm-Meisterschaft ihrer Universität.
Bei der Russischen Meisterschaft 2009 in Pensa trat Schljachtenko für ihren Sankt Petersburger Verein Dinamo an und wurde Dritte im U23-Sprint-Bewerb und Vierte auf der olympischen Distanz (U23). In der Team-Wertung war sie Vierte in der Elite-Kategorie. Im selben Jahr wurde Schljachtenko der Titel Мастер срорта России verliehen. Zwei Medaillenplätze im Asiencup verfehlte sie 2009 nur knapp, allerdings fehlte bei diesen Bewerben das internationale Spitzenfeld.

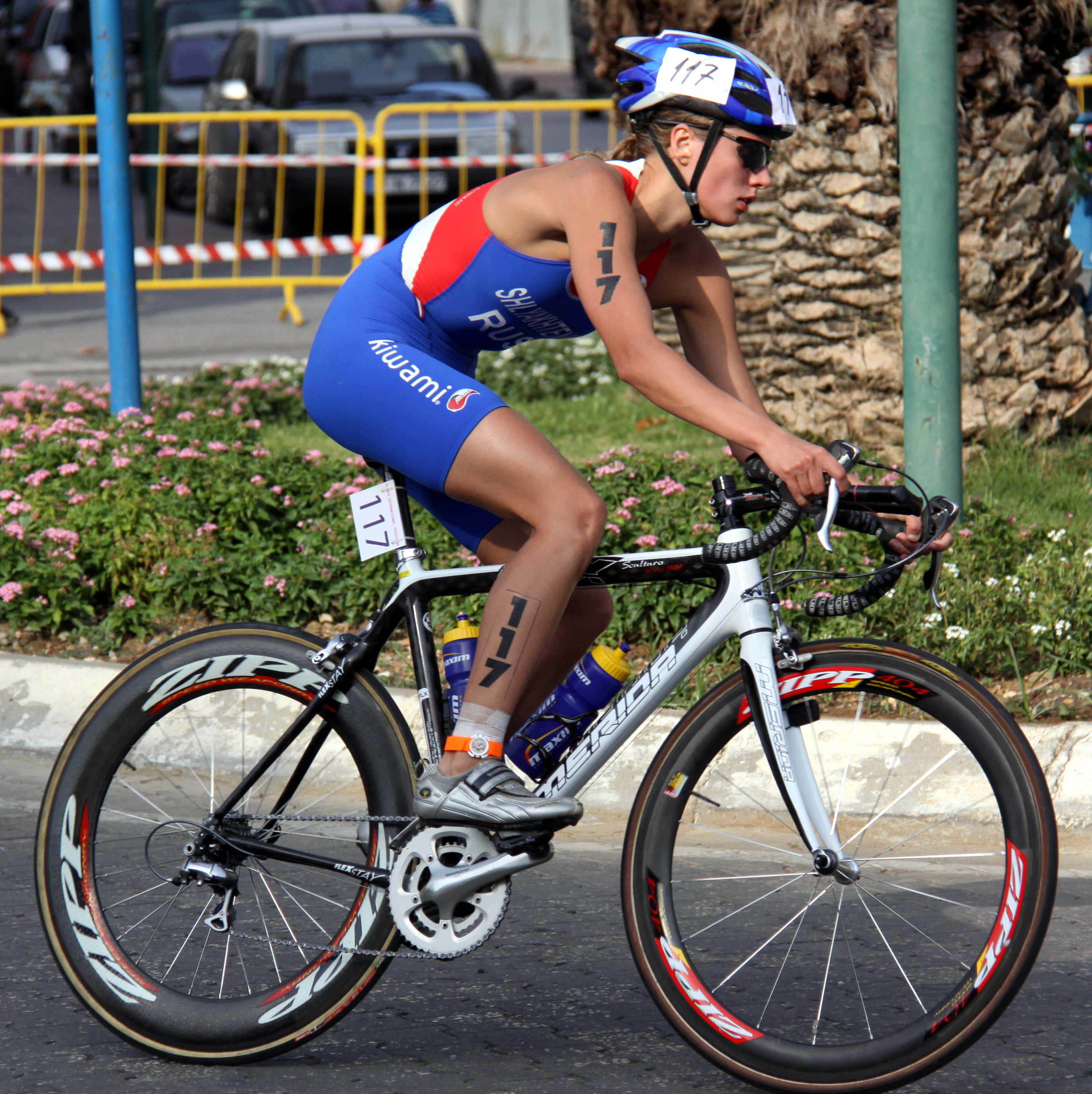
Natalja Schljachtenko eröffnete mit der besten Schwimm-Zeit das Radrennen in Alanya, 2009

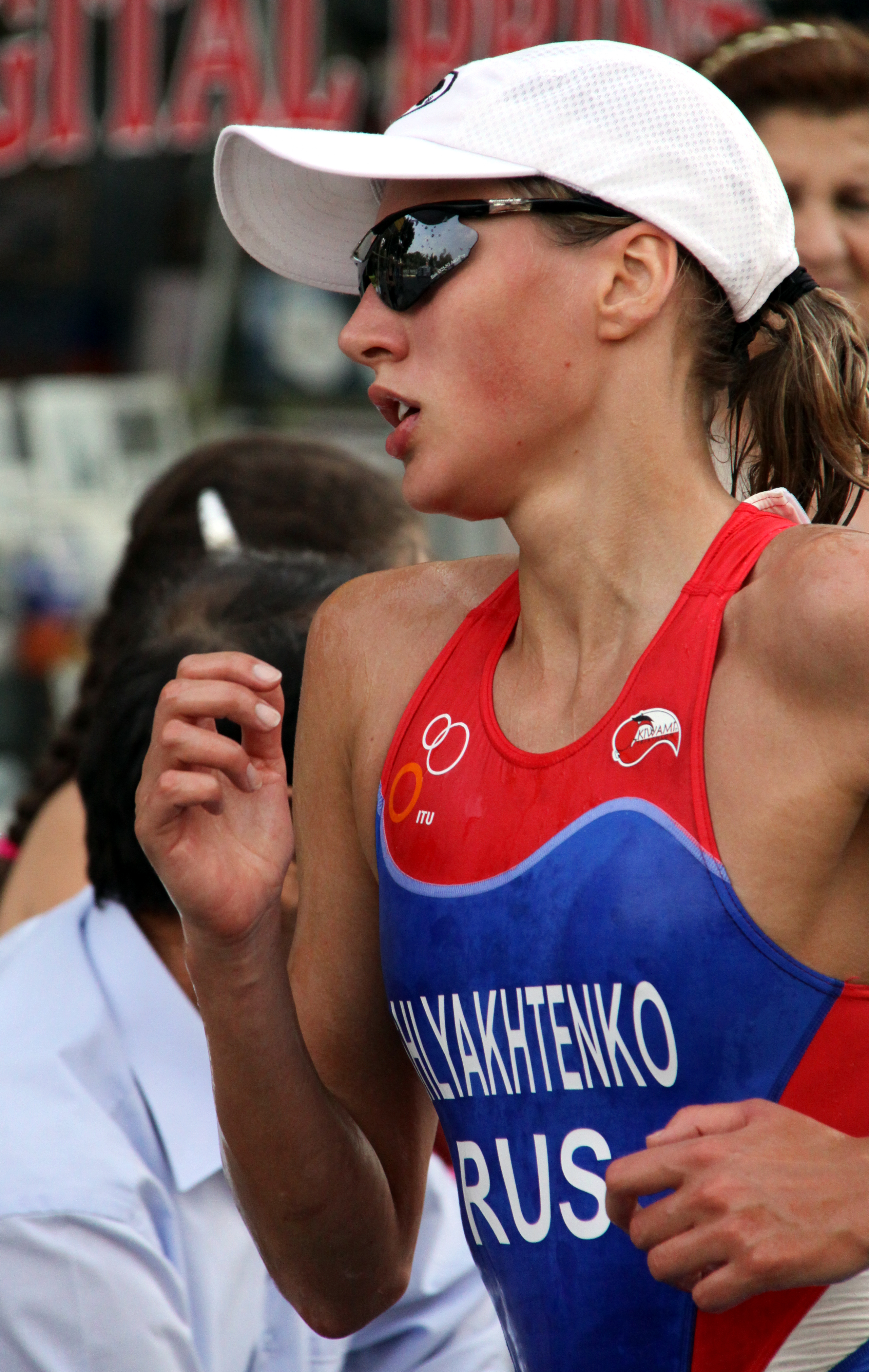
Natalja Schljachtenko auf dem Weg zum 12. Platz in Alanya, 2009

Ebenfalls 2009 gewann Schljachtenko die Silbermedaille bei den Welt-Polizei- und Feuerwehr-Meisterschaften (World Police and Fire Games in Canada) am 8. August 2009 – sie trat für das russische Innenministerium an.
Bei der Russland-Meisterschaft 2010 in Pensa wurde Schljachtenko auf der olympischen Distanz Dritte in der U23-Kategorie (Юниорки), im Russischen Cup kam sie auf Platz zwei, obwohl sie nur an zwei der sieben Bewerbe teilgenommen hatte, und in der allgemeinen russischen Rangliste (Рейтинг), die auch internationale Bewerbe berücksichtigt, scheint Schljachtenko auf Platz 7 auf.
Bei der russischen Elite-Aquathlon-Meisterschaft 2011 wurde Schljachtenko Sechste.
Im Jahr 2010 wurde Schljachtenko vom Verein Stade Poitevin Triathlon für die französische Clubmeisterschaft Lyonnaise des Eaux verpflichtet.
Beim Eröffnungstriathlon in Dünkirchen am 23. Mai 2010 wurde Schljachtenko zwar nur 38. in der Individualwertung, war damit aber immer noch die Zweitbeste ihres Clubs.
Beim Triathlon de Paris wurde Schljachtenko 24. Bei den übrigen drei Triathlons trat Inna Zyhanok anstelle von Schljachtenko für Stade Poitevin Triathlon an, für das Jahr 2011 scheint Schljachtenkos Name nicht mehr unter den D1-Elite-Triathletinnen dieses Vereins auf.
2011 vertrat Schljachtenko auch wieder das Russische Innenministerium bei den Polizei- und Feuerwehr-Weltmeisterschaften (World Police and Fire Games 2011, New York) und gewann als Polizei-Offizierin (старший сержант полици) in verschiedenen Schwimm- und Lauf-Disziplinen insgesamt zehn Medaillen für Russland.

2011 gehört Schljachtenko nicht mehr dem Team Stade Poitevin Triathlon an, sie nahm aber dennoch am Triathlon in Dünkirchen teil (22. Mai 2011) und ersetzte, obwohl sie auch nicht auf der offiziellen Startliste aufschien, kurzfristig Holly Lawrence.
Schljachtenko wurde in der Einzelwertung 33. und war damit wieder eine der drei triathlètes classants l'équipe ihres Ex-Clubs. Seit 2011 tritt sie nicht mehr international in Erscheinung. Sie lebt mit ihrem Mann und ihrer gemeinsamen Tochter in Sankt Petersburg.
Nataljas Schwester Galina Schljachtenko ist eine in Russland und auch international bekannte Freediverin. 2010 war sie russische Vizemeisterin.

### Sportliche Erfolge
| Datum/Jahr    | Rang | Wettbewerb                                    | Austragungsort | Zeit | Bemerkung                         |
| ------------- | ---- | --------------------------------------------- | -------------- | ---- | --------------------------------- |
| 21. Juli 2007 | 21   | ETU Triathlon European Championship U23       | Rijeka         |      | Triathlon-Europameisterschaft U23 |
| 3. Sep. 2006  | 38   | ITU Triathlon World Championship Junior Women | Lausanne       |      | Weltmeisterschaft Juniorinnen     |

(DNF – Did Not Finish)